# Теймурзаде, Айсель Магомет кызы
Айсель Магомет кызы Теймурзаде (азерб. Aysel Məhəmməd qızı Teymurzadə; 25 апреля 1989 года, Баку) — азербайджанская R’n’B-певица. Вместе с Арашем представляла Азербайджан на конкурсе песни «Евровидение-2009» с песней «Always», где заняла третье место.

## Биография
Айсель Теймурзаде родилась 25 апреля 1989 года в Баку.
Айсель — младшая из трёх дочерей отца-журналиста и матери-преподавателя Бакинского Славянского университета. По отцовской линии она является потомком известного азербайджанского публициста Гасан-бека Зардаби. Бабушка со стороны матери была наполовину русской, наполовину украинкой.
В детстве Айсель увлекалась плаванием, художественной гимнастикой, училась в балетной школе, а с 9 лет — в художественной школе. В возрасте 12 лет она стала членом школьной команды по гандболу. Петь будущая певица начала в возрасте четырёх лет, а уже с восьми лет она участвует в национальных соревнованиях вокалистов. С 14 лет начинает заниматься хореографией. В 2004 году она едет учиться в Техасскую Высшую Школу в США. Спустя некоторое время после прибытия в США Айсель начинает подготовку к соревнованиям молодых вокалистов и в течение одного года она выигрывает 3 золотые медали на конкурсах, проведённых в Университете Южный Арканзас и в Техасском университете. В следующем году она возвращается в Баку, где принимает участие в азербайджанском телевизионном песенном шоу «Yeni Ulduz 4». В 2006 году Теймурзаде окончила бакинский лицей «Интеллект» и тогда же начала учиться на факультете международных отношений Азербайджанского университета языков, который окончила в июне 2010 года.
В 2008 году Айсель знакомится со своим будущим продюсером Исой Меликовым и становится первым проектом его продюсерского центра BMF. С этого же года начинается подготовка к участию в Национальном Отборе конкурса «Евровидение 2009».
Певица вышла замуж за директора Азербайджанской государственной филармонии, пианиста Мурада Адыгёзалова. Перед свадьбой жених поставил невесте условие — она покинет большую сцену и будет выступать только на официальных мероприятиях. Таким образом она полностью посвятит себя семье.